# Amour sur place ou à emporter (pièce de théâtre)

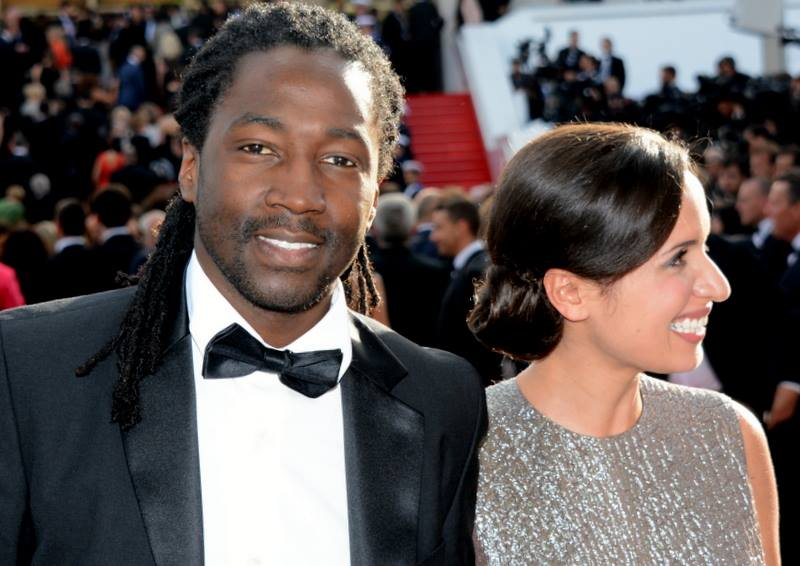
Noom Diawara et Amelle Chahbi en 2014.

Pour les articles homonymes, voir Amour sur place ou à emporter.
Amour sur place ou à emporter est une pièce de théâtre française écrite et jouée par le duo de comédiens Amelle Chahbi et Noom Diawara, mise en scène par Fabrice Éboué et représentée pour la première fois au Théâtre Le Temple le 13 janvier 2011.

## Principe d'écriture
Elle met en scène la vie d'un couple formée par une jeune femme d'origine arabo-berbère, et d'un jeune homme d'origine africaine. Dans la lignée de Un gars, une fille, la pièce est une suite de petits sketchs racontant la vie quotidienne du couple. Ces sketchs sont garnis de références à la vie des jeunes trentenaires français des années 2010.

## Succès
La pièce se joue à guichet fermé au Théâtre du Gymnase Marie-Bell à Paris depuis avril 2012 ; outre le succès commercial, les critiques sont également bonnes. La raison de ce succès réside dans le principe d'écriture de la pièce qui veut toucher unanimement les jeunes de toutes origines sociales et culturelles. 

## Adaptation cinématographique
En 2013, Amelle Chahbi réalise elle-même l'adaptation au cinéma de la pièce, sous le titre Amour sur place ou à emporter.